# Kristiansstenen
Kristiansstenen är en klippa i Finland.   Den ligger i kommunen Borgå i den ekonomiska regionen  Borgå  och landskapet Nyland, i den södra delen av landet, 40 km öster om huvudstaden Helsingfors.
Terrängen runt Kristiansstenen är mycket platt.